# آنخل آکونیا لیزانیا
آنخل آکونیا لیزانیا (اسپانیایی: Angel Acuña Lizaña‎; ۱۱ فوریهٔ ۱۹۱۹ – ۱ اوت ۱۹۹۷) بازیکن بسکتبال اهل مکزیک بود.
از باشگاه‌هایی که در آن بازی کرده‌است می‌توان به هارلم گلوبتراترز اشاره کرد.